# Persone di nome Matej
| Questa pagina contiene informazioni ricavate automaticamente dalle voci biografiche con l'ausilio del template Bio e di un bot. L'aggiornamento è periodico e automatico e ricostruisce completamente la pagina. Se manca una persona in questa lista, sei pregato di non aggiungerla, ma accertati piuttosto che la sua voce biografica contenga il template Bio e che i dati anagrafici siano correttamente compilati. Se il template Bio manca, inseriscilo tu stesso o, in alternativa, metti l'avviso {{tmp\|Bio}} che ne segnala la mancanza. Se i dati riportati sono sbagliati, correggi direttamente la voce biografica; le modifiche saranno visibili in questa lista entro pochi giorni. Per chiarimenti vedi il progetto antroponimi. La lista contiene solo le 52 persone che sono citate nell'enciclopedia e per le quali è stato implementato correttamente il template Bio. Pagina aggiornata al 16 ott 2024. |

Questa è una lista di persone presenti nell'enciclopedia che hanno il prenome Matej, suddivise per attività principale.

## Arbitri di calcio(1)
- Matej Jug, arbitro di calcio sloveno (Tolmino, n. 1980)

## Biatleti(1)
- Matej Kazár, biatleta slovacco (Košice, n. 1983)

## Calciatori(28)
- Matej Bagarić, calciatore croato (Zagabria, n. 1989)
- Matej Cvetanoski, calciatore macedone (Skopje, n. 1997)
- Matej Delač, calciatore bosniaco (Gornji Vakuf-Uskoplje, n. 1992)
- Matej Franko, calciatore slovacco (Galanta, n. 2001)
- Matej Hrádecký, calciatore finlandese (Turku, n. 1995)
- Matej Ižvolt, calciatore slovacco (Ilava, n. 1986)
- Matej Jelić, calciatore croato (Našice, n. 1990)
- Matej Jonjić, calciatore croato (Spalato, n. 1991)
- Matej Kochan, calciatore slovacco (Brezno, n. 1992)
- Matej Krajčík, ex calciatore slovacco (Trenčín, n. 1978)
- Matej Madleňák, calciatore slovacco (Oravská Jasenica, n. 1999)
- Matej Maglica, calciatore croato (Slavonski Brod, n. 1998)
- Matej Marković, calciatore croato (Zagabria, n. 1996)
- Matej Mavrič, ex calciatore sloveno (Capodistria, n. 1979)
- Matej Mitrović, calciatore croato (Požega, n. 1993)
- Matej Mršić, calciatore croato (Fiume, n. 1994)
- Matej Oravec, calciatore slovacco (Trnava, n. 1998)
- Matej Palčič, calciatore sloveno (Capodistria, n. 1993)
- Matej Podlogar, ex calciatore sloveno (n. 1991)
- Matej Podstavek, calciatore slovacco (Brezno, n. 1991)
- Matej Poplatnik, calciatore sloveno (n. 1992)
- Matej Pučko, calciatore sloveno (Kidričevo, n. 1993)
- Matej Radan, calciatore sloveno (Maribor, n. 1990)
- Matej Rodin, calciatore croato (Spalato, n. 1996)
- Matej Senić, calciatore croato (Slavonski Brod, n. 1995)
- Matej Trusa, calciatore slovacco (Michalovce, n. 2000)
- Matej Vuk, calciatore croato (Čakovec, n. 2000)
- Matej Čurma, calciatore slovacco (Pliešovce, n. 1996)

## Canoisti(1)
- Matej Beňuš, canoista slovacco (Bratislava, n. 1987)

## Cestisti(5)
- Matej Bošnjak, cestista croato (Zagabria, n. 2002)
- Matej Krušič, ex cestista sloveno (Celje, n. 1987)
- Matej Mamić, ex cestista, allenatore di pallacanestro e dirigente sportivo croato (Duvno, n. 1975)
- Matej Rojc, cestista sloveno (Capodistria, n. 1993)
- Matej Rudan, cestista croato (Zagabria, n. 2001)

## Ciclisti su strada(3)
- Matej Jurčo, ex ciclista su strada slovacco (Poprad, n. 1984)
- Matej Marin, ciclista su strada sloveno (Poetovio, n. 1980 - Wels, † 2021)
- Matej Mohorič, ciclista su strada sloveno (Kranj, n. 1994)

## Dirigenti sportivi(1)
- Matej Mugerli, dirigente sportivo e ex ciclista su strada sloveno (Nova Gorica, n. 1981)

## Giocatori di calcio a 5(1)
- Matej Horvat, giocatore di calcio a 5 croato (Zagabria, n. 1994)

## Judoka(1)
- Matej Poliak, judoka slovacco (n. 1993)

## Marciatori(1)
- Matej Tóth, marciatore slovacco (Nitra, n. 1983)

## Pallavolisti(2)
- Matej Černič, pallavolista italiano (Gorizia, n. 1978)
- Matej Kazijski, pallavolista bulgaro (Sofia, n. 1984)

## Pastori protestanti(1)
- Matej Metod Bella, pastore protestante, politico e avvocato slovacco (Kostolné, n. 1869 - Čereňany, † 1946)

## Sciatori alpini(4)
- Matej Falat, ex sciatore alpino slovacco (Bojnice, n. 1993)
- Matej Jovan, ex sciatore alpino sloveno (n. 1970)
- Matej Vidović, sciatore alpino croato (Zagabria, n. 1993)
- Matej Čuješ, ex sciatore alpino sloveno (n. 1967)

## Storici(1)
- Matej Bel, storico, filosofo e pedagogista slovacco (Očová, n. 1684 - Presburgo, † 1749)

## Tennisti(1)
- Matej Sabanov, tennista croato (Subotica, n. 1992)